# George Washington De Long
George Washington De Long (New York, 22. kolovoza 1844. – Sibir, 30. listopada 1881.), američki polarni istraživač
Nakon potonuća broda "Jeanette" u polarnoj ekspediciji spasio se s 14 članova posade. Umro je od gladi na ušću rijeke Lene. Nekoliko otočića u Istočnosibirskom moru i prolaz koji spaja ovo more s Čukotskim morem prozvani su po njemu - De Longovi otoci. Njegov dnevnik "Putovanje na Jeannetti" objavljen je 1883. godine